# アスクプロ
アスクプロ株式会社は、法律分野を中心とした「相談サポートサイトによる掲載サービス」を行う日本の企業である。

## 概要
法律・財務・税務などの領域における専門家（弁護士・司法書士・行政書士・税理士・公認会計士・ファイナンシャルプランナー）の、相談サービス業界が持つ課題を解決し、相談サービス提供者と相談者の溝を埋めることを目的とした、サービス・商品・企画・アウトソーシング・コンサルティングを行う。

## 沿革
- 2004年12月 - 相続専門のインターネット電話帳である相続専門家ドットコムの運営開始
- 2006年12月 - 各法律相談分野毎のインターネット電話帳の運営開始
- 2011年04月 - 法規情報に特化した日本法規情報株式会社（にほんほうきじょうほう）に改める。
- 2012年02月 - 各士業事務所向けのソリューション商品の情報提供を開始。
- 2015年05月 - 株式会社リロクラブが運営する「福利厚生倶楽部」と提携。相談窓口の検索サービスを提供[2]。
- 2017年01月 - 株式会社エス・エム・エスと提携。介護に関する相談窓口案内サービスを提供[3]。
- 2019年11月 - LINE株式会社と提携。「LINE弁護士相談」を提供。
- 2020年05月 - 業務拡大のためアスクプロ株式会社に改める。